# Trockenbach (Schrecksbach)
Trockenbach ist ein Ortsteil von Schrecksbach im nordhessischen Schwalm-Eder-Kreis. Er gehört zur Gemarkung und zum Ortsbezirk Röllshausen.
Der erstmals 1708 urkundlich erwähnte Weiler liegt im Wiesengrund eines tief eingeschnittenen Seitentals der Schwalmniederung unterhalb des Basaltkegels von Schönberg. Westlich des Ortes verläuft die Bundesstraße 254.